# Салминка
Салминка — река в России, протекает в Ромодановском районе Республики Мордовия. Устье реки находится в 62 км по левому берегу реки Инсар. Длина реки составляет 16 км, площадь водосборного бассейна 53 км².
Исток реки западнее села Салма на границе с Лямбирским районом в 15 км к юго-западу от центра посёлка Ромоданово. Река течёт на восток, протекает село Салма и впадает в Инсар на южных окраинах Ромоданова.

## Данные водного реестра
По данным государственного водного реестра России относится к Верхневолжскому бассейновому округу, водохозяйственный участок реки — Алатырь от истока и до устья, речной подбассейн реки — Сура. Речной бассейн реки — (Верхняя) Волга до Куйбышевского водохранилища (без бассейна Оки).
По данным геоинформационной системы водохозяйственного районирования территории РФ, подготовленной Федеральным агентством водных ресурсов:
- Код водного объекта в государственном водном реестре — 08010500212110000038451
- Код по гидрологической изученности (ГИ) — 110003845
- Код бассейна — 08.01.05.002
- Номер тома по ГИ — 10
- Выпуск по ГИ — 0